# Ионограмма

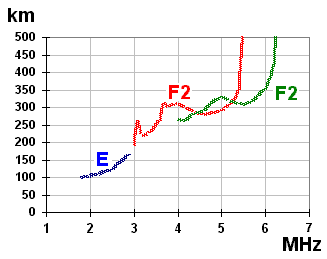

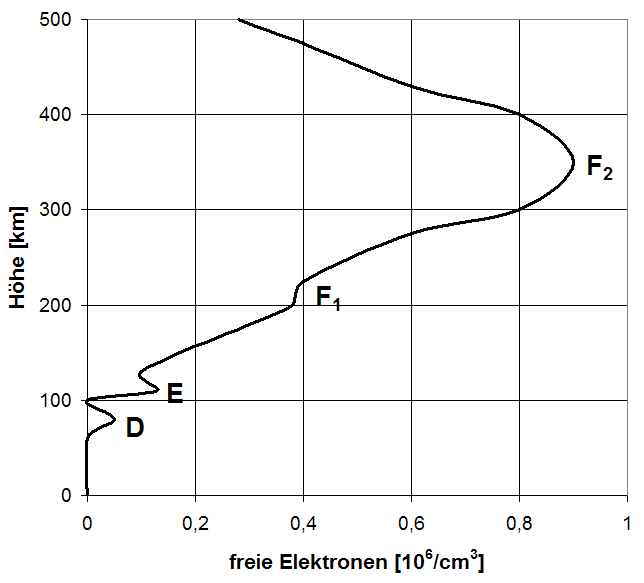

Ионогра́мма, или высотно-частотная характеристика — один из самых распространенных источников информации об ионосфере, представляющий собой набор точек, каждая из которых имеет координаты: частоту и действующую высоту.
Ионограммы регистрируют следы отражений высокочастотных импульсных радиосигналов, генерируемых ионозондами. Передатчик ионозонда излучает радиоволны от низких к высоким частотам. Приемник ионозонда регистрирует отраженный сигнал от различных слоев ионосферы. Эти отраженные сигналы формируют характерные "следы", которые и составляют ионограмму. Импульсные радиосигналы распространяются в ионосфере более медленно, чем в свободном пространстве, поэтому вместо истинной высоты регистрируется кажущаяся или "действующая" высота отражения, которая всегда превышает истинную высоту отражения. Для частот, достигающих слоя с максимальным уровнем электронной концентрации, действующая высота становится бесконечной. Частоты, на которых это происходит, называются критическими частотами. Характерные величины действующих высот (обозначаемых как h'E, h'F и h'F2 и т.д.) и критические частоты (обозначаемые как foE, foF1 и foF2 и т.д.) для каждого слоя определяются из ионограмм вручную или автоматически с помощью специальных компьютерных программ. Обычно на ионосферных станциях регистрируют одну ионограмму каждые 15 минут. В случае ручной обработки определяются только часовые значения.

## Международные обозначения
f - частота;

h - высота;

h'E, h'F, h'F2 - действующие высоты ионозированных слоев E, F1, F2 (представляют собой наименьшую кажущуюся высоту отражения);

foE, foF1 и foF2 - критические частоты ионизированных слоев E, F1, F2 для обыкновенного компонента волны;

M(3000)F2 — коэффициент распространения, где M(3000)F2 = МПЧ3000/foF2, МПЧ3000 — максимальная применимая частота сигнала, отражённого от ионосферы и падающего на землю на расстоянии 3000 км от источника излучения;

fxE, fxF1 и fxF2 - критические частоты ионизированных слоев E, F1, F2 для необыкновенного (eXtraordinary) компонента волны. fxE>foE, fxF1>foF1, fxF2>foF2);

foE2 - критическая частота обыкновенной волны для тонкого слоя E2, который иногда возникает между слоями E и F1;

fbEs - частота «бланкирования» слоя Es, наименьшая частота для "нижнего" слоя Es, при которой он становится прозрачным для радиоволн;
 
foEs - критическая частота обыкновенной волны для слоя Es при которой ещё наблюдаются непрерывные отражения;

MOF - наибольшая наблюдаемая частота ("maximum observed frequency"), максимальная частота при которой на ионограмме видны отражения;

LOF - наименьшая наблюдаемая частота ("lowest observed frequency"), минимальная частота, на которой видны отражения (слабые отражения от слоя D игнорируются);

fmin - то же что LOF, fmin<foE;
 
fm2 - наименьшая частота для второго скачка (зависит от степени поглощения радиоволн ионосферой);

fm3 - наименьшая частота для третьего скачка (зависит от степени поглощения радиоволн ионосферой);

fmI - наименьшая частота, при которой наблюдается рассеяние сигналов;

fxI - наибольшая частота рассеяния сигналов необыкновенной компоенты на ионизированных неоднородностях (fxI>fxF2);

dfs - суммарная ширина диапазона частот рассеяния сигналов в слое F;

fB - гирочастота;

o - обыкновенная компонента волны ("Ordinary");

x - необыкновенная компонента волны ("eXtraordinary");

z - компонента радиоволны наблюдаяемая в высоких широтах, при которой распространение происходит вдоль линий электромагнитного поля. z-компонента усиливает отражение низкочастотных сигналов.

1. ↑  Архивированная копия. Дата обращения: 10 февраля 2014. Архивировано из оригинала 22 февраля 2014 года.
2. ↑  ftp://ftp.ngdc.noaa.gov/STP/publications/stp_uag/uag_numbered/uag-023.pdf (недоступная+ссылка)